# Stowarzyszenie wędrujących dżinsów (film)
Stowarzyszenie wędrujących dżinsów (ang. The Sisterhood of the Traveling Pants) – amerykański film dla młodzieży z 2005 roku w reżyserii Kena Kwapisa. Scenariusz autorstwa Delii Ephron i Elizabeth Chandler powstał w oparciu o powieść Ann Brashares pod tym samym tytułem. Film wyprodukowała wytwórnia Warner Bros. Pictures. Premiera odbyła się 1 czerwca 2005 roku.
Budżet filmu miał pierwotnie wynieść 25 milionów dolarów. Całkowity koszt wyniósł jednak 39 milionów. Wydanie DVD pojawiło się 11 października 2005 roku ze specjalnymi dodatkami, takimi jak komentarze głównych aktorek i wycięte podczas montażu sceny.

## Obsada
- America Ferrera – Carmen Lowell
- Amber Tamblyn – Tabitha „Tibby” Tomko-Rollins
- Alexis Bledel – Lena Kaligaris
- Blake Lively – Bridget Vreeland
- Bradley Whitford – Ojciec Carmen, Albert „Al” Lowell
- Jenna Boyd – Bailey Graffman
- Kyle Schmid – Paul Rodman
- Mike Vogel – Eric Richman
- Michael Rady – Kostas Dounas
- Kristie Marsden – Soccer Pal Olivia
- Emily Tennant – Krista Rodman
- Leonardo Nam – Brian McBrian
- Ernie Lively – ojciec Bridget

## Fabuła
Film opowiada o czterech nastolatkach- Lenie Kaligaris, Tabicie „Tibby” Tomko-Rollins, Bridget Vreeland i Carmen Lowell, które są najlepszymi przyjaciółkami, i które całe życie mieszkały w Bethesda, ale muszą się rozstać. Lena spędzi wakacje w Grecji z dziadkami; Tibby zostaje w domu; Bridget wyjeżdża na obóz piłkarski; Carmen odwiedza ojca w Południowej Karolinie. W przeddzień wyjazdu dziewczyny odwiedzają sklep, w którym znajdują parę magicznych dżinsów, które w magiczny sposób pasują na każdą z nich, chociaż mają różne rozmiary. Dziewczyny decydują żeby dzielić się spodniami przez całe wakacje. W ten sposób chcą utrzymać wspólną więź.
Lena leci do Grecji, gdzie poznaje Kostosa, w którym się zakochała, Tibby zostaje w domu i poznaje chorą Bailey, która wiele ją nauczy, Carmen jedzie do ojca, lecz ten ma nową rodzinę, a Bridget jedzie na obóz, gdzie poznaje młodego trenera. Wszystkie dziewczyny dowiedzą się, czym tak naprawdę jest życie.

## Wydanie DVD
Film na płytach DVD pojawił się 11 października 2005 roku.

## Część druga; Sequel
Wszystkie aktorki podpisały zgodę na udział w sequelu filmu. Początek kręcenia filmu miał start w czerwcu 2007 roku. Film pod tytułem „Stowarzyszenie wędrujących dżinsów 2” został wydany 6 sierpnia 2008 roku. Film opowiada historię przyjaciółek zawartą w drugim, trzecim i czwartym tomie książki, na której film został oparty. W filmie ukazany jest moment po skończeniu szkoły i wyjeździe dziewczyn na studia.